# Самадов, Ибрагим Беркманович
Ибраги́м Бе́ркманович Сама́дов (18 июля 1968 года, Первомайская, Грозненский район, Чечено-Ингушская АССР, СССР) — советский, российский и казахстанский тяжелоатлет, чемпион СССР (1991), чемпион Европы (1992), чемпион мира (1991) в среднем весе. Заслуженный мастер спорта СССР (1991).

## Биография
Ибрагим Самадов родился 18 июля 1968 года в станице Первомайская Грозненского района Чечено-Ингушской АССР. Начал заниматься тяжёлой атлетикой в возрасте 12 лет под руководством Валентина Чингисова. В 1982—1984 годах жил в спортивном интернате в городе Ворошиловград, где с ним работал также Лев Пекарь. С 1984 года тренировался у Ибрагима Кодзоева и Адлана Магомадова в Грозном.
В 1989 году на одном из всесоюзных молодёжных соревнований первая допинг-проба Ибрагима Самадова дала положительный результат. Хотя вторая допинг-проба не подтвердила наличие запрещённых препаратов, Самадов был дисквалифицирован на два года. После окончания срока дисквалификации в 1991 году стал победителем X Спартакиады народов СССР и был включён в состав национальной сборной СССР на чемпионате мира в Донауэшингене. В упорной борьбе со своим соотечественником Александром Блыщиком завоевал золотую медаль этих соревнований и вошёл в историю как первый чеченский спортсмен, ставший чемпионом мира по тяжёлой атлетике.
В 1992 году в составе Объединённой команды Ибрагим Самадов выиграл чемпионат Европы в Сексарде и принял участие в Олимпийских играх в Барселоне. Будучи главным фаворитом олимпийского турнира в своей категории, он по собственному весу проиграл выдающемуся греческому тяжелоатлету Пирросу Димасу и поляку Кшиштофу Семиону, заняв лишь третье место. Будучи крайне разочарован этой относительной неудачей, во время церемонии награждения отказался принять бронзовую медаль, положил её на пьедестал и ушёл за кулисы. За этот поступок Международный олимпийский комитет принял решение о пожизненной дисквалифицикации спортсмена.
Впоследствии дисквалификация была смягчена до двухлетней, и после истечения её срока Ибрагим Самадов пытался возобновить выступления. Из-за отсутствия в Чечне нормальных условий для тренировок он некоторое время жил в Казахстане и представлял на международных соревнованиях эту страну.
В 1997 году Ибрагим Самадов завершил свою спортивную карьеру и вернулся в Чечню. В настоящее время занимается тренерской деятельностью. С 2010 года работает с чемпионом мира и Европы среди юниоров (2012), призёром чемпионата России и Универсиады (2013) Магомедом Абуевым.
В сентябре 2021 года Самадов был назначен главным тренером сборной команды России по тяжёлой атлетике.